# Stickgras/Annenriede
Stickgras/Annenriede ist ein Stadtteil der kreisfreien Stadt Delmenhorst im Oldenburger Land in Niedersachsen. 2010 hatte der Ort 10.621 Einwohner.

## Geografie und Verkehr

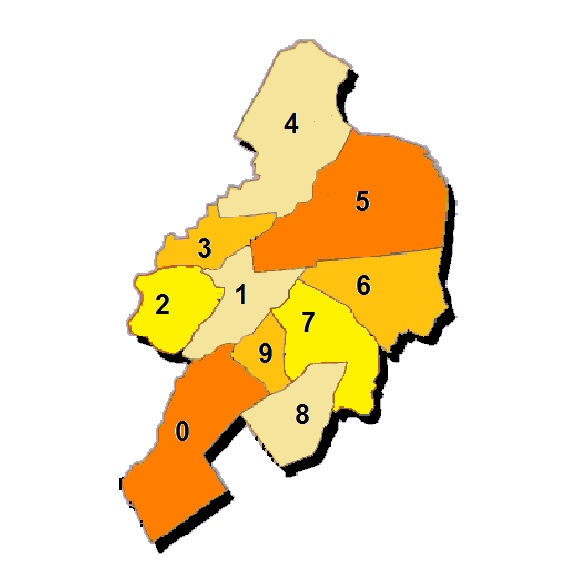
Stadtteile Delmenhorsts; 7 = Stickgras/Annenriede

Der Stadtteil, an dessen südlichem Rand die A 28 mit der Autobahnabfahrt Delmenhorst-Hasport verläuft, erstreckt sich im mittleren östlichen Bereich des Stadtgebietes von Delmenhorst. Nordöstlich verläuft die Landesstraße L 875.
Die Delbus-Linien 203, 204, 213, 214, 229 und 238 befahren den Stadtteil.

## Infrastruktur
- Kindertagesstätten: St. Stephanus, Villa Kunterbunt
- Grundschulen: Bernard-Rein-Schule, Am Grünen Kamp, Schule Iprump-Stickgras,
- Ev. luth. St.-Stephanus-Kirche
- Jüdischer Friedhof Delmenhorst von 1848 bzw. 1997
- Gut Dauelsberg, Syker Straße 369, ehem. Arbeiter-Kolonie für Wanderarbeiter und Obdachlose und heute auch soziale Heimstätte als vollstationäre Pflegeeinrichtung